# 끄라 운하

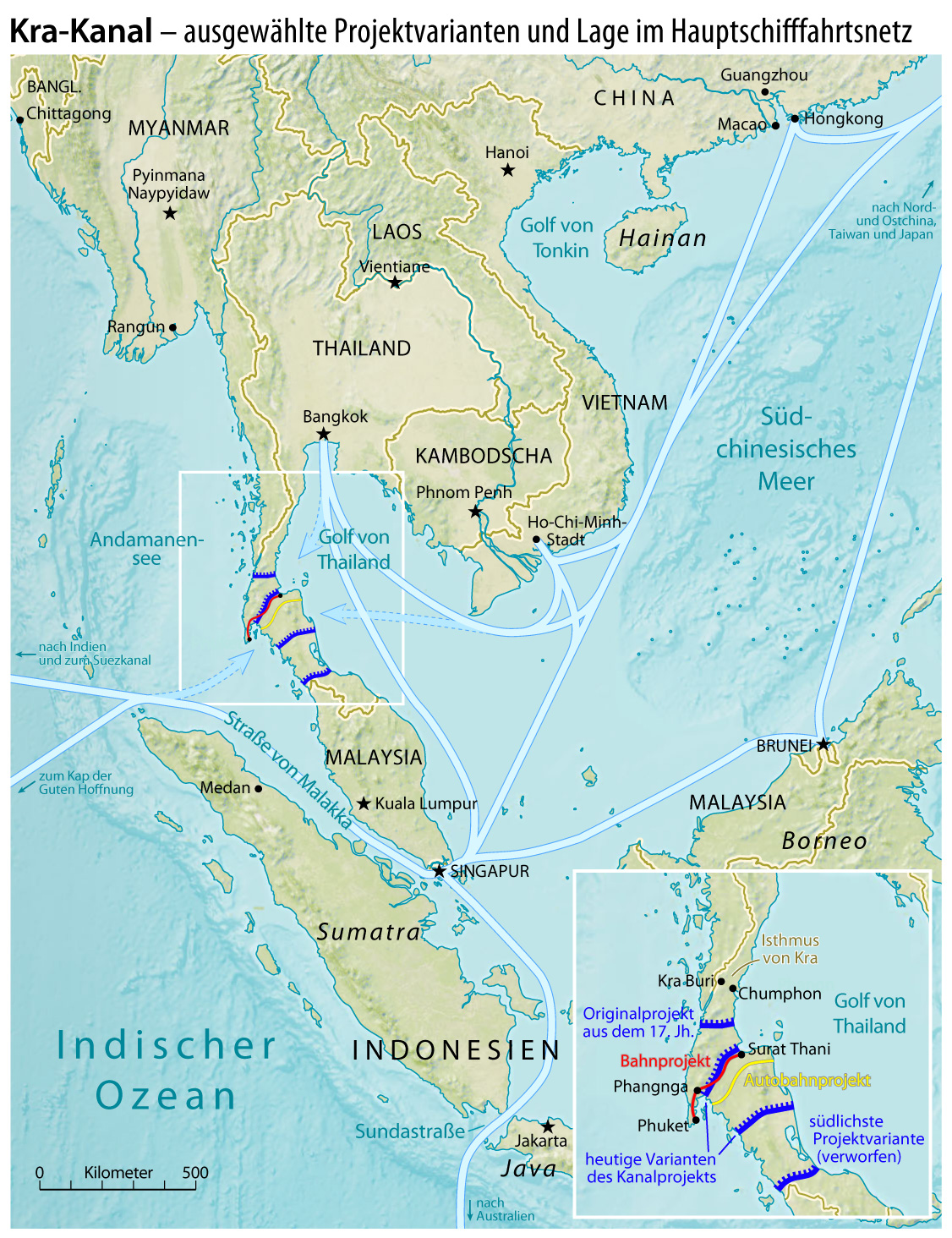
끄라 운하 건설 계획 장소

태국 운하(태국어: คลองไทย, 영어: Thai Canal) 또는 끄라 운하(태국어: คลองกระ, 영어: Kra Canal, Kra Isthmus Canal)는 태국 남부 끄라 지협을 관통하는 운하 건설 계획을 뜻한다.

## 역사
1677년에 태국 아유타야 왕조의 나라이 국왕은 좁고 긴 말레이 반도를 돌아가는 긴 항해 거리를 줄이기 위해 끄라 지협을 관통하는 운하를 건설하려는 계획의 타당성 조사를 명했다. 당시 검토된 노선은 송클라와 오늘날의 미얀마를 연결하는 것이었으나, 당시 기술로는 현실적이지 못하다는 결론을 얻었다. 그 후인 1793년에 태국 짜끄리 왕조의 라마 1세 국왕의 동생으로부터 운하 건설 계획이 다시 제기되었다.
19세기 초반 영국 동인도 회사가 운하 건설에 관심을 가졌고, 버마가 영국 식민지가 된 다음 실제 탐사가 진행되었으나 역시 부정적이라는 결론을 얻었다. 그러나 1882년에는 수에즈 운하를 건설한 페르디낭 드 레셉스가 이곳을 탐사하려고 하였으나 국왕이 이를 불허하였다. 1897년에 대영 제국은 싱가포르 항구의 지리적 중요성을 유지하기 위해 태국과 이 운하를 건설하지 않기로 하였다.

## 지리
끄라 지협의 폭은 가장 좁은 곳이 44km밖에 되지 않으나 이 구간의 가장 높은 해발 고도는 75m이다. 참고로 파나마 운하의 경우 길이는 77km이나 가장 높은 곳은 가일라드 컷의 64m이고, 수에즈 운하의 경우 길이는 훨씬 긴 192km에 이르나 구간 전체가 평지를 통과한다.

## 같이 보기
- 버마 철도
- 인도양의 진주목걸이
- 수에즈 운하
- 파나마 운하